# Gymnothorax verrilli
 Gymnothorax verrilli és una espècie de peix de la família dels murènids i de l'ordre dels anguil·liformes.

## Morfologia
Els mascles poden assolir els 43 cm de longitud total.

## Distribució geogràfica
Es troba des de la Península de Baixa Califòrnia fins a Panamà.